# Catharina Halkes

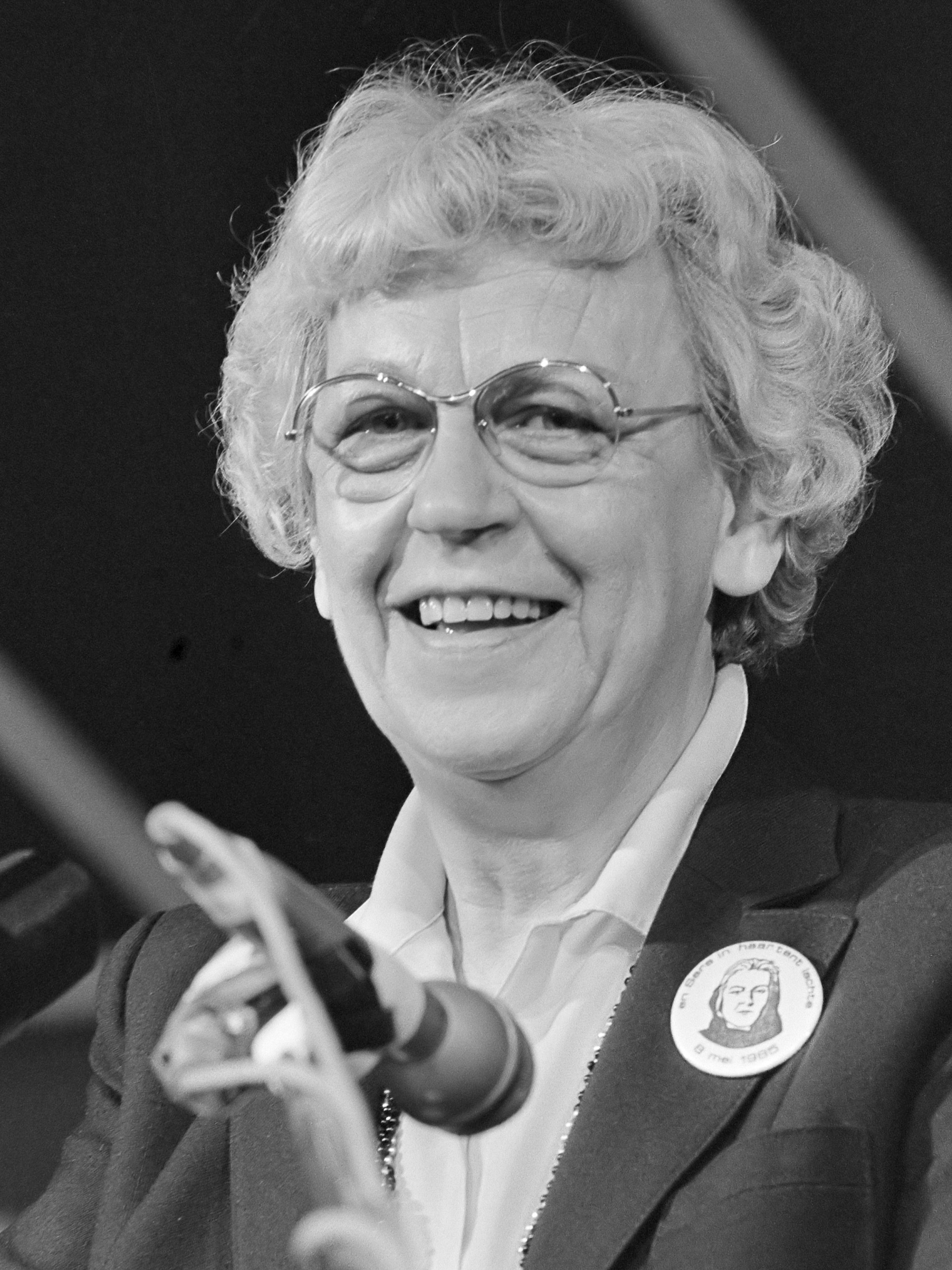
Tine Halkes (1985)

Catharina (Tine) Joanna Maria Halkes (auch: Tine Govaart-Halkes; * 2. Juli 1920 in Vlaardingen; † 21. April 2011 in Nijmegen) war eine niederländische römisch-katholische Theologin.
Halkes studierte Niederländisch an der Rijksuniversiteit Leiden und arbeitete als Niederländischlehrerin in Breda. Später studierte sie Theologie mit Schwerpunkt Pastoraltheologie an der Katholisch-Theologischen Universität Utrecht und an der Katholieke Universiteit Nijmegen.
Halkes wurde in den 1980er Jahren bekannt als Mitglied der Achte-Mai-Bewegung, einer kritischen Bewegung innerhalb der niederländischen Katholischen Kirche.
Ebenso bekannt wurde Halkes als Vertreterin der Feministischen Theologie und als prominentes Mitglied der Katholischen Frauenbewegung. Halkes war von 1983 bis 1986 die erste Inhaberin eines Lehrstuhls für Feminismus und Christentum in den Niederlanden an der Katholieke Universiteit Nijmegen, wo sie bereits seit 1967 als Wissenschaftlerin arbeitete. 1982 wurde sie zum Ehrendoktor der Yale-Universität ernannt. Sie gilt als eine der wesentlichen Mitbegründerinnen der feministischen Theologie. Ihr Buch Gott hat nicht nur starke Söhne erschien 1988 auch in der DDR, herausgegeben von der Evangelischen Verlagsanstalt Berlin.

## Werke
- Gott hat nicht nur starke Söhne. Grundzüge einer feministischen Theologie, 1980, ISBN 3-579-00371-2
- Zoekend naar wat verloren ging. Enkele aanzetten voor een feministische theologie, 1984; deutsche Übersetzung: Suchen, was verlorenging. Beiträge zur feministischen Theologie, 1985, ISBN 3-579-00487-5
- ... en alles zal worden herschapen. Gedachten over de heelwording van de schepping in het spanningsveld tussen natuur en cultuur, 1989 (ISBN 90-259-4393-4); deutsche Übersetzung: Das Antlitz der Erde erneuern. Mensch, Kultur, Schöpfung, 1990, ISBN 3-579-00499-9
- (mit Edward Schillebeeckx): Maria. Gisteren, vandaag, morgen, 1992 (ISBN 90-244-1536-5); englische Übersetzung: Mary. Yesterday, today, tomorrow, 1993, ISBN 0-334-02540-0
- Aufbrechen und Weitergehen: auf dem langen Weg der christlichen Frauenbefreiung, 1994, ISBN 3-88095-073-3